# Payday 2
Payday 2 è un videogioco cooperativo di genere sparatutto in prima persona, seguito di Payday: The Heist, sviluppato da Overkill Software e pubblicato nel 2013.

## Modalità di gioco
Il gioco vede protagonista una banda di criminali impegnata in diverse rapine di portata variabile. I metodi di completamento delle missioni sono due:  un assalto contro le forze di polizia o un approccio furtivo con lo scopo di non attivare l'allarme.
Le partite si svolgono in server creati da giocatori, e possono comprendere un massimo di quattro utenti o bot. Prima delle partite i giocatori possono scegliere il loro arsenale e un numero limitato di abilità, che permettono di "specializzarsi" in alcune azioni rendendole più veloci o lucrative a discapito di una mancanza di agevolezza in situazioni differenti.
Con il completamento delle missioni vengono conferiti punti esperienza e denaro contante al giocatore, che può utilizzarli per salire di livello, apprendere nuove abilità, acquistare armi e accessori diversi.

## Contenuti extra
Dalla pubblicazione del gioco base, oltre 30 pacchetti scaricabili sono stati rilasciati, alcuni gratis, altri a pagamento; includono: nuovi colpi, armi, meccaniche di gioco, maschere e personaggi.
I pacchetti di armi in buona parte contengono il nome di Gage, il trafficante d’armi introdotto nella web-serie Payday, creata per promuovere il gioco; altri 3 DLC di armi sono a nome di un altro personaggio, il Macellaio.
‘’’Payday 2: Hotline Miami’’’ è una collaborazione tra la Overkill e la Dennaton Games; include un colpo influenzato dal gioco Hotline Miami.
Il pacchetto ‘’’John Wick’’’ è frutto della collaborazione tra la Overkill e la casa cinematografica Lionsgate, padrona della serie John Wick. Nel 2015 la Lionsgate concede il permesso per un DLC basato sul film Point Break; il pacchetto consiste in due colpi e nel personaggio di Bodhi.
Il 14 gennaio 2016 gli sviluppatori rilasciano un DLC basato sul gioco Goat Simulator dei Coffee Stain Studios.
Nel marzo dello stesso anno, arrivano 2 nuovi DLC: il Jimmy Character Pack (contenente il personaggio di Jimmy) e il Hardcore Henry Heists (contenente le missioni assegnate da Jimmy); sono ispirati al film Hardcore!.
A gennaio 2017 viene pubblicato un crossover con Shadow Warrior 2, che include la vendita di ambo i giochi su Steam, alcuni DLC per Payday 2, nuove maschere e armi da mischia.
Il 22 novembre esce il DLC ‘’’h3h3 Character Pack’’’, che comprende: cappelli, armi e le voci di Ethan e Hila di H3H3; la h3h3Productions è un noto canale di YouTube creato dai coniugi Ethan e Hila Klein, in cui viene presa in giro la cultura di Internet tramite sketch e video di reazione a eventi.

## Accoglienza
Payday 2 fu accolto positivamente dalla critica, toccando punteggi come 8/10 e 8.25/10.
Molti critici lodarono gli incentivi per la cooperazione tra i giocatori e la varietà dell'esperienza di gioco, ma criticarono l'intelligenza artificiale alleata per il giocatore singolo. Lo stile di gioco furtivo fu oggetto di critiche diversificate: IGN lo apprezzò definendolo una sfida bilanciata, mentre PC Gamer lo nominò uno dei punti più deboli del gioco.
Payday 2 ebbe un successo anche commerciale, riuscendo a trarre profitto dalle vendite ancora prima della pubblicazione del gioco. Dopo poco più di un mese, le copie vendute furono circa un milione e mezzo. Starbreeze Studios dichiarò che fino a novembre 2014 l'intera serie Payday aveva venduto oltre 9 milioni di copie.